# Godfrey-Proctor
Godfrey-Proctor Ltd. war ein britischer Hersteller von Automobilen.

## Unternehmensgeschichte
H. R. Godfrey, der zuvor bei G.N. tätig war, und Stuart Proctor gründeten 1928 das Unternehmen im Londoner Stadtteil Richmond und begannen mit der Produktion von Automobilen. Der Markenname lautete Godfrey-Proctor. 1929 endete die Produktion. Insgesamt entstanden etwa zehn Fahrzeuge.

## Fahrzeuge
Die Basis der Fahrzeuge bildete der Austin 7. Das Fahrgestell wurden verlängert. Der Vierzylindermotor erhielt einen Zylinderkopf aus Aluminium. Ein Spezialvergaser von Solex wurde verwendet. Newns aus Thames Ditton fertigte die meisten der viersitzigen Karosserien.